# ジョゼフ・イレオ
ジョゼフ・イレオ（フランス語: Joseph Iléo、1921年9月15日 - 1994年9月19日）は、コンゴ民主共和国の政治家。
ザイールの言語ではソンボ・アンバ・イレオと表記される。

## 経歴
1921年9月15日に生まれ、1956年、アフリカ人の自治権を要求する「アフリカの良心宣言」の著者の一人となった。
1958年、コンゴ国民運動の創設者の一人である。1年後に運動が分裂すると、アルベール・カロンジの率いるコンゴ国民運動カロンジ派に参加した。

## その後
1990年4月にキリスト教民主社会党（Parti Démocrate Social Chrétien）を創立し、党首となった。
1994年9月19日、73歳で死去した。亡くなるまで党首の職を務めていた。